# Протосфирена
Протосфирена (лат. Protosphyraena) — род вымерших лучепёрых рыб мелового периода. Принадлежит к вымершему семейству протосфиренид (Protosphyraenidae), но часто его также относят к пахикормовым (Pachycormidae). В то же время, иногда сближается с современными меч-рыбами и парусниками.

## Описание
Крупные рыбы (до 3 метров длиной). Рыло длинное, образует короткий «меч» с продольными бороздками. Очень мощные зубы, сидящие в глубоких ячейках (в отличие от современных мечерылых). Передние зубы очень крупные, редкие, сжатые с боков; задние мельче. Строение скелета до последнего времени было плохо известно из-за слабого его окостенения. Грудные плавники очень длинные, из неразветвленных и нечленистых лучей, часто с острым зазубренным передним краем. Брюшные плавники в виде длинных лент, сразу за грудными плавниками. Тело веретеновидное, довольно «коренастое». У основания хвостового плавника — второй спинной и анальный плавники образуют две лопасти, возможно, увеличивавшие площадь хвоста. Первый спинной плавник невысокий, длинный. Хвостовой плавник равнолопастный, узкий, глубоко вырезанный, лопасти очень длинные.
Несомненно, протосфирены были быстро плавающими пелагическими хищниками. «Меч» служил, вероятно, гидродинамическим приспособлением. Грудные плавники могли играть и защитную роль.

## История открытия
Первые остатки протосфирен — длинные грудные плавники — обнаружены Г. Мантеллом в меловых отложениях Англии. Род был описан Дж. Лейди в 1857 году, типовой вид — Protosphyraena ferox из английского верхнего мела. Лейди считал рыбу предком современной барракуды (отсюда название: «Sphyraena» — современная барракуда). В 1870-х годах Э. Коуп и О. Марш описали множество экземпляров этого рода из отложений Канзасского мелового моря. Интересно, что Э. Д. Коуп относил эти остатки к разным родам — Erisichte и Pelecopterus, а также к роду Portheus. Чарльз Штернберг считал протосфирену самой опасной рыбой мелового моря.

## Классификация
Наиболее известны следующие виды:
- P. perniciosa — самый крупный вид, до 3 метров длиной. Отличается чрезвычайно длинными грудными плавниками с зазубренным краем (Коуп считал её плавники опасным оружием). Наиболее частые остатки — черепа и грудные плавники, недавно обнаружен почти полный скелет. Происходит в основном из меловых слоев Смоки Хилл.
- P. nitida — более мелкий вид, до 2 метров в длину. Передние плавники несколько короче, не зазубренные. Известны остатки черепов и плавников, иногда со следами зубов акул-скваликораксов.
- Очень крупный вид «Protosphyraena» gladius (с плавниками до 1 метра длиной и 20 см шириной) из тех же отложений Смоки Хилл, Пьер Шейл и Селма оказался представителем планктоноядных пахикормид, близких к юрскому астенокормусу, в 2010 году выделен в особый род Bonnerichthys.

Остатки протосфирен происходят из альба — кампана Европы, Северной Америки, Австралии и, возможно, России. Всего, существовало, вероятно, около 4—5 видов этих рыб.

## Протосфирена в культуре
Протосфирена (P. perniciosa) представлена в фильме «Морские чудовища: Доисторическое приключение» 2007 года.